# 長野県道154号塩名田佐久線

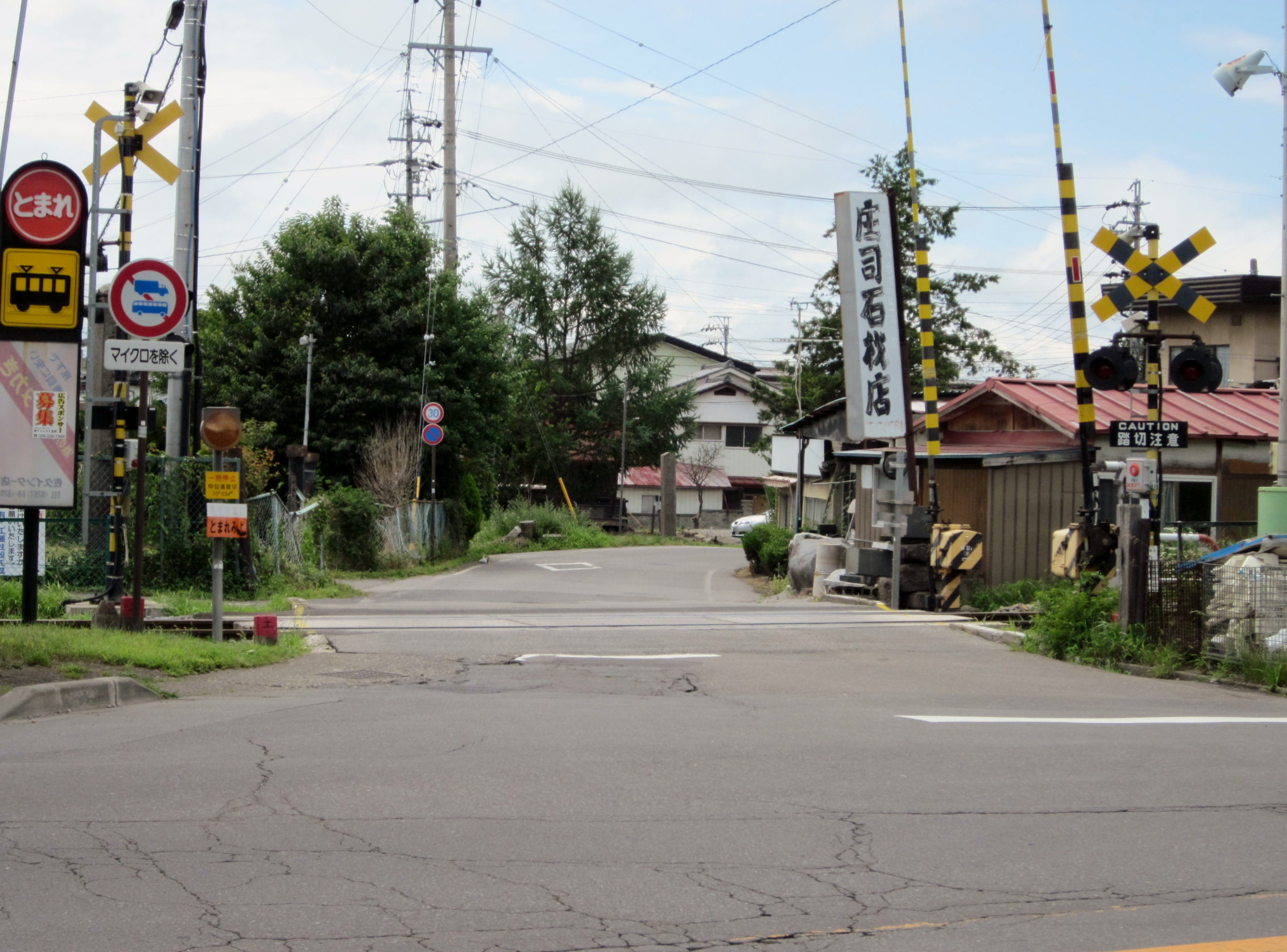
終点の様子

長野県道154号塩名田佐久線（ながのけんどう154ごう しおなださくせん）は、長野県佐久市を通る一般県道。ほとんどの区間は旧中山道である。

## 概要

### 路線データ
- 起点：佐久市塩名田（塩名田交差点、長野県道78号佐久小諸線交点）
- 終点：佐久市岩村田（JR小海線仲仙道踏切付近、長野県道44号下仁田浅科線交点）

### バイパス
- 中佐都バイパス（延長2.1 km）

周辺交通状況の変化による通過交通量の増加に対する渋滞の緩和や、中部横断自動車道へのアクセス機能向上を目的に、佐久市根々井（佐久中佐都I.C北交差点の西側交差点）から同市鳴瀬（鳴瀬交差点）を経て同市落合（落合北交差点）において、2010年（平成22年）度から整備を開始し、2015年（平成25年）4月23日に根々井～鳴瀬間で一部開通、2021年（令和3年）3月13日に鳴瀬～落合の開通により全線開通。
中部横断自動車道佐久中佐都IC開通に伴う周辺道路の整備およびバイパスの開通により、県道区間が変更され一部の旧県道区間は市道に移管された。

## 通過する自治体
- 佐久市

## 交差・接続する道路
- 長野県道78号佐久小諸線 - 佐久市塩名田（塩名田交差点、起点）
- 佐久市道11-5号線 - 佐久市根々井（佐久中佐都I.C北交差点、佐久中佐都ICへ連絡）
- 長野県道139号小諸中込線 - 佐久市平塚（平塚橋西交差点）
- 国道141号（長土呂バイパス） - 佐久市岩村田（信州短大入口交差点～浅間病院西交差点は重複）
- 長野県道44号下仁田浅科線 - 佐久市岩村田（終点）